# Ceratitis munroi
Ceratitis munroi är en tvåvingeart som beskrevs av Meyer 1996. Ceratitis munroi ingår i släktet Ceratitis och familjen borrflugor. Inga underarter finns listade i Catalogue of Life.